# Heyrovskaya oromii
Heyrovskaya oromii es una especie de insecto coleóptero de la familia Chrysomelidae.
Fue descrita científicamente en 1979 por Gruev & Petitpierre.